# Gnamptogenys bispinosa
Gnamptogenys bispinosa é uma espécie de formiga do gênero Gnamptogenys.